# Francja metropolitalna

Mapa Francji metropolitalnej.

Francja metropolitalna (fr. la France métropolitaine albo la Métropole) – określenie dotyczące francuskich terytoriów w Europie wraz z Korsyką. Przeciwnym określeniem jest Francja zamorska, oznaczająca departamenty, terytoria i zbiorowości zamorskie. We Francji zamorskiej mieszkaniec la Métropole jest zwykle nazywany métro, bądź métropolitain.
Według danych z 1 stycznia 2020 we Francji metropolitalnej mieszkały 64 897 954 osoby – 95,9% populacji całego państwa. Powierzchnia Francji metropolitalnej wynosi 551 695 km² – 80% terytorium całego państwa (dane IGN – Państwowego Instytutu Informacji Geograficznej i Leśnej).
Francja metropolitalna bez Korsyki nazywana jest Francją kontynentalną (fr. la France continentale).